# Quercus ajoensis
Quercus ajoensis — вид рослин з родини букових (Fagaceae); поширений на південному заході США й північному заході Мексики США. Видовий епітет вказує на гори Айо, що в Аризоні.

## Опис
Вічнозелений розлогий кущ, у рідкісних випадках дерево, до 2–3 м заввишки. Кора сіра, луската або борозниста. Гілочки світло-коричневі непомітно коротко зірчасто-запушені або голі. Листки від яйцюватих до вузько-яйцюватих або довгасті, (1)1.5–3.5(5) × (0.5)1–2(3) см, досить шкірясті; основа серцеподібна, рідко закруглена; верхівка гостра або тупа з щетинистими дистальними зубами; край хвилястий або загнутий, іноді плоский; верх блакитно-зелений, голий або рідко зірчасто-запушений вздовж середньої жилки; низ блакитно-зелений, голий, іноді рідко зірчасто-запушений уздовж середньої жилки; ніжка листка завдовжки (2)3–5 мм. Цвіте навесні. Жолуді поодинокі або парні на тонкій ніжці (5)30–50 мм; горіх довгастий до вузько-яйцюватий, 12–15 × 5–8 мм; чашечка дрібно чашоподібна, глибиною 3–4 мм × 6–8(10) мм завширшки, укриває лише основу горіха, луски коричневі, помірно горбисті, запушені.

## Середовище проживання
Поширений у штатах Нью-Мексико, Аризона — США і штатах Сонора, Баха-Каліфорнія-Сюр, Нижня Каліфорнія — Мексика.
Зростає на магматичних схилах, у вологих каньйонних днищах, на трав'янистих схилах та біля підніжжя високих каньйонних стін; на висотах 500–1500 м. Зустрічається на верхніх висотах у поєднанні з багаторічними травами та розсіяними ялівцями.